# Aurelio Ramón González
Aurelio Ramón González (Luque, 25 settembre 1905 – 9 luglio 1997) è stato un calciatore e allenatore di calcio paraguaiano, di ruolo attaccante.

## Carriera
González è ritenuto uno dei più grandi calciatori del Paraguay, considerato da molti come il secondo miglior giocatore dietro Arsenio Erico. La sua carriera iniziò nel Sportivo Luqueño e finì nel Club Olimpia di Asuncion, squadra in cui vinse numerosi campionati.
Nei primi anni del 1930 respinse l'offerta milionaria da parte del San Lorenzo de Almagro per combattere nel suo paese, il Paraguay, dilaniato dalla guerra del Chaco. Fu anche un giocatore fondamentale della Nazionale paraguaiana con cui partecipò alla Coppa del Mondo 1930.
Ebbe anche un'esperienza come allenatore e fu in numerose occasioni commissario tecnico della Nazionale paraguaiana.

## Palmarès

### Calciatore

#### Club
- Campionato paraguaiano: 7

Club Olimpia: 1927, 1928, 1929, 1931, 1936, 1937, 1938